# Neozoraida motschoulskyi
Neozoraida motschoulskyi är en insektsart som först beskrevs av William Lucas Distant 1906.  Neozoraida motschoulskyi ingår i släktet Neozoraida och familjen Derbidae. Inga underarter finns listade i Catalogue of Life.